# Ilka Agricola
Pour les articles homonymes, voir Agricola.
Ilka Agricola (née le 8 août 1973 à La Haye) est une mathématicienne allemande, qui applique la géométrie différentielle et ses applications à la physique mathématique.

## Carrière
Agricola a étudié la physique à l'université technique de Munich et à l'Université Louis-et-Maximilien de Munich, de 1991 à 1996. Après un séjour à l'Université Rutgers (New Jersey, États-Unis), elle part en 1997 à l'Université Humboldt de Berlin, où elle obtient son doctorat en mathématiques en 2000 sous la direction de Thomas Friedrich (de). De 2003 à 2008, la Fondation Volkswagen finance un groupe de recherche à l'Université Humboldt sur les « Géométries spécifiques à la physique mathématique ». De 2004 à 2008, elle est chef de projet dans le programme prioritaire 1096 théorie des cordes de la Fondation allemande pour la recherche, ainsi que dans le programme 647 Espace, Temps, Matière. Agricola obtient son habilitation en 2004 à l'Université de Greifswald en mathématiques. En 2008 elle est W3 (de)-professeure à l'Université de Marbourg. De novembre 2014 à octobre 2018, elle était la doyenne du département de mathématiques et d'informatique. Elle y est également chargée de rendre publique la collection de modèles de l'université. En 2021 et 2022, elle sera présidente de la 
Société allemande de Mathématiques.

## Prix et distinctions
En 2003, Ilka Agricola reçoit la médaille d'honneur de l'Université Charles de Prague. En 2016, elle est lauréate du prix de la faculté Ars legendi (de) pour les mathématiques.
Ilka Agricola est professeure invitée dans les instituts Max Planck de Leipzig et de Potsdam (2001/02), à l'Université nationale de Séoul (2004 et 2006), ainsi qu'à l'Université nationale de Córdoba (2010).
Agricola est rédactrice en chef des  revues mathématiques Annals of Global Analysis and Geometry (depuis 2015) et https://www.springer.com/journal/591 (depuis 2021) et membre du
comité de rédaction de la revue Communications in Mathematics, publiée par De Gruyter.

## Publications

### Livres
- avec Thomas Friedrich: Globale Analysis. Differentialformen in Analysis, Geometrie und Physik. Vieweg, Wiesbaden, 2001,  (ISBN 3-528-03154-9).
Édition anglaise: Global analysis. Différentiel forms in analysis, geometry and physics. American Mathematical Society, Providence, R. I., 2002,  (ISBN 0-8218-2951-3).
2. allemande Édition: Vektoranalysis. Differentialformen in Analysis, Geometrie und Physik. Vieweg + Teubner, Wiesbaden, 2010,  (ISBN 978-3-8348-1016-8).
- avec Thomas Friedrich: Elementargeometrie. Vieweg, Wiesbaden, 2005,  (ISBN 3-528-03221-9). 4. Édition 2014,  (ISBN 978-3-8348-1385-5).
Édition anglaise: Elementary geometry . American Mathematical Society, Providence, R. I., 2008,  (ISBN 978-0-8218-4347-5).

### Articles
- Connexions sur les espaces homogène naturellement réductifs et leurs opérateur de Dirac. In: C. R. Acad. Sci. Paris. Ser. I, 335, 2002, Pp. 43-46.
- Connections on naturally reductive spaces, their Dirac opérateur and homogeneous modèles en théorie des cordes. Dans: Comm. Math. Phys. 232, 2003, P. 535-563.
- avec Roe Goodman: The algèbre de K-invariante vector fields on a symmetric space G/K. : Michigan Journ. Math. 51, 2003, P. 607-630.
- avec Thomas Friedrich: On the holonomy of connections with skew-symmetric de torsion. Dans: Math. Ann. 328, 2004, P. 711-748.
- Old and New on the exceptional Lie group. Dans: Notices of the AMS 55, 2008, P. 922-929 (en ligne).